# Dreifarben-Stummelfußfrosch
Der Dreifarben-Stummelfußfrosch (Atelopus tricolor, Syn.: Atelopus rugulosus, Atelopus willimani) gehört zu den Stummelfußfröschen (Atelopus). Er wird auch Dreifarben-Harlekinfrosch oder Dreifarben-Harlekinkröte genannt. Die Gattung Atelopus gehört zur Familie der Kröten (Bufonidae).

## Beschreibung
Die Männchen sind 20,4 bis 27 mm und die Weibchen 36 mm groß. Sie besitzen einen schlanken Körper mit langen Gliedmaßen. Die Haut ist weich und warzenartig. Der Bauch ist gelb mit schwarz-bläulichen unregelmäßigen Punkten. Er hat Streifen an den Flanken und am Kiefer in derselben senfgelben Farbe. Rücken und Gliedmaßen sind dunkelbraun oder schwarz-bläulich mit senf-gelben Punkten. Handflächen und Fußsohlen sind rot, was ein gutes Erkennungszeichen ist.

## Population
Der Dreifarben-Stummelfußfrosch ist auf der Roten Liste als vom Aussterben bedroht gekennzeichnet, da eine Abnahme der Population zu beobachten ist. Es wurde ein Rückgang der Population um 80 bis 90 % in drei Generationen (1998–2019) beobachtet (Stand 2020), die wahrscheinlich durch Chytridiomykose hervorgerufen wird. Die Hauptgefährdung ist zurzeit der Verlust an Lebensraum durch Kleinbauern und die erhöhte Gewässerverschmutzung. In einigen Gebieten stellen auch die eingeführten Forellen eine Bedrohung für die Frösche dar.

## Habitat
Atelopus tricolor lebt in feuchten Waldgebieten und laicht in Fließgewässern. Die Männchen bilden Gruppen von 4 bis 10 Individuen. In der Nacht halten sich die Frösche auf einer Höhe von 0,3 bis 1,2 Meter auf.

### Verbreitungsgebiet
Östliche Anden wie Peru und Bolivien in Höhen von 600 bis 2500 m, z. B. Mercapta-Tal in Peru, Amazonas an den Hängen der östlichen Anden, Puno, La Paz, Cochabamba.

### Schutz
Atelopus tricolor ist in Kategorie „om Aussterben bedrpht“ der IUCN eingeordnet. In den letzten Jahren wurde er zur Seltenheit in Peru. In Bolivien wurde seine Anwesenheit nur bis ins Jahr 2003 bestätigt, nach nationaler Kategorie sind dort die Daten mangelhaft (Stand 2005).

## Substanzen

### Tetrodotoxin
Viele Frösche der Gattung Atelopus haben Tetrodotoxin auf der Haut. Es kann nicht als erwiesen betrachtet werden, dass der Atelopus tricolor dieses Toxin produziert, jedoch ist es eines der möglichen Toxine, welche bei dieser Spezies gefunden werden kann. Es wird allgemein angenommen, dass das Tetrodotoxin durch symbiotische Bakterien, welche auf den Fröschen leben, produziert wird. Bei Fröschen, welche unter Laborbedingungen aufgewachsen sind, kommt das Toxin nicht vor. Das Tetrodotoxin ist ein Nervengift, welches ein Alkaloid mit Guanidin-Teilstruktur aufweist. Dieses Gift ist unter anderem in Kugelfischen, Igelfischen, Krebse, Schnecken und Seesternen entdeckt worden. Das Tetrodotoxin kann die spannungsaktivierten Natriumkanäle blockieren. Dadurch wird das Auslösen eines Aktionspotentials verhindert. Dies verursacht motorische und sensorische Lähmungen. Das Gift zählt zu den stärksten Nicht-Protein-Giften. Der LD50 beträgt bei Mäusen intraperitoneal 10 µg/kg, subkutan 16 µg/kg und oral 332 µg/kg.
Das Tetrodotoxin kann für die Schmerztherapie verwendet werden. So ist es ein möglicher Stoff für die Krebstherapie. Es kann zudem als Antagonist für das alkaloide Toxin Batrachotoxin der Pfeilgiftfrösche verwendet werden. Dabei kommt es allerdings nicht sofort zu einer Blockade des durch das Batrachotoxin entstandenen Erregungszustandes, sondern zu einer Stärkung des Herzmuskels.

### Bufodienolide
Weitere Gifte, welche in der Spezies der Atelopus vorkommt, sind Bufodienolide und deren ähnliche Substanzen. Diese Toxine scheinen durch den Frosch produziert zu werden, da sie auch bei den in Gefangenschaft lebenden Fröschen gefunden werden. Bufodienolide sind in der Haut verschiedener Atelopus-Arten nachgewiesen worden sowie zuvor in Kröten der Gattung Bufo. Der Nachweis erfolgte durch Versuche, bei denen die Na+/K+-ATPase inhibiert oder die Bindung von Tritium-Ouabain an die Na+/K+-ATPase inhibiert wurde.